# Józef Rożniecki
Józef Bolesław Rożniecki vel Różniecki (ur. 3 czerwca 1890 w Kijowie, zm. 2 sierpnia 1944 w Warszawie) – doktor praw, uczestnik walk o niepodległość w czasie I i II wojny światowej oraz wojny z bolszewikami, major dyplomowany piechoty Wojska Polskiego, kawaler Orderu Virtuti Militari.

## Życiorys
Urodził się w rodzinie Leona i Anny ze Skoczylasów. Kształcił się w C. K. Gimnazjum w Złoczowie od 1905 do 1913. Ukończył studia na Wydziale Prawa Uniwersytetu Jana Kazimierza we Lwowie, uzyskując tamże w roku 1924 doktorat.
Od 1914 służył w Legionach Polskich. Był oficerem 3 pułku piechoty i 6 pułku piechoty. Po kryzysie przysięgowym wcielony został do Armii Austro-Węgier.
W 1918 przyjęty został do Wojska Polskiego. 2 stycznia 1920 rozpoczął studia w Wojennej Szkole Sztabu Generalnego. W połowie kwietnia 1920 skierowany został na front celem odbycia praktyki sztabowej. W okresie od stycznia do września 1921 kontynuował naukę w WSWoj. Po ukończeniu nauki otrzymał tytuł oficera Sztabu Generalnego i przydział do Dowództwa Okręgu Korpusu Nr VI we Lwowie. Z dniem 15 października 1924 przeniesiony został z Inspektoratu Armii Nr V do 40 pułku piechoty we Lwowie na stanowisko dowódcy I batalionu.
Od 31 maja 1926 roku pełnił funkcję szefa Oddziału Wyszkolenia Dowództwa Okręgu Korpusu Nr V w Krakowie. W październiku 1927 przeniesiony został do kadry oficerów piechoty z równoczesnym przydziałem do dyspozycji ministra spraw wewnętrznych na okres 6 miesięcy. Z dniem 30 listopada 1928 przeniesiony został do rezerwy. W 1934 pozostawał na ewidencji Powiatowej Komendy Uzupełnień Lublin Miasto, jako major rezerwy z 1 lokatą na liście starszeństwa oficerów rezerwy piechoty i przydziałem mobilizacyjnym do Oficerskiej Kadry Okręgowej Nr II.
Rozpoczął pracę w administracji publicznej. Minister spraw wewnętrznych mianował go naczelnikiem wydziału w Urzędzie Wojewódzkim Warszawskim. Z dniem 30 lipca 1929 został wicewojewodą łódzkim, a od 22 marca 1931 do 30 stycznia 1933 zajmował stanowisko wojewody lwowskiego. Ze Lwowa został przeniesiony do Lublina, gdzie był wojewodą lubelskim od 31 stycznia 1933 do 8 września 1937.
We wrześniu 1939 roku został członkiem Komitetu Obywatelskiego przy dowódcy Armii „Warszawa”. Następnie był żołnierzem Związku Walki Zbrojnej – Armii Krajowej.
Ranny w czasie powstania warszawskiego, zmarł drugiego dnia powstania w Warszawie. Pochowany został na ul. Mianowskiego 10; ekshumowany 10 kwietnia 1945 na skwer kościoła św. Jakuba; powtórnie ekshumowany 8 stycznia 1947 na Cmentarz Powstańców Warszawy (kwatera 64).

## Awanse
- chorąży – 11 listopada 1915
- podporucznik – 1 lipca 1916
- porucznik
- kapitan
- major – ze starszeństwem z dniem 1 lipca 1923 (w 1928 r. zajmował 38 lokatę)

## Ordery i odznaczenia
- Krzyż Srebrny Orderu Wojskowego Virtuti Militari nr 6343
- Krzyż Niepodległości (17 marca 1932)[8]
- Krzyż Oficerski Orderu Odrodzenia Polski (27 listopada 1929)[9]
- Krzyż Walecznych (czterokrotnie: po raz 1, 2 i 3 w 1922)[10]